# Pignus simoni
Pignus simoni là một loài nhện trong họ Salticidae.
Loài này thuộc chi Pignus. Pignus simoni được Elizabeth Maria Gifford Peckham & George William Peckham miêu tả năm 1903.